# ارتودنسی دیمون
سیستم ارتودنسی دیمون(به انگلیسی: Damon system) یکی از سیستم‌های  رایج اصلاح ناهنجاری دندانی است. این روش درمان از روش‌هایی است که نیاز به کش برای اتصال سیم به براکت ارتودنسی ندارد.گروهی از جدیدترین براکتهای معرفی شده به بازار هستند که برای اتصال سیم به براکت نیازی به کش نداشته و از مکانیسم قفل وبست که درآنها تعبیه شده، سیم به براکت متصل می‌شود.در تبلیغ این وسایل برای متخصصان ارتودنسی، کاهش مدت زمان ویزیت بیمار ،کاهش طول دوره درمان و کاهش نیاز به کشیدن دندان برای ارتودنسی است. هر یک از این موضوعات از نظر علمی  کاملاً تأیید نشده است.
از نظر عده‌ای از متخصصان ارتودنسی عدم اتصال کامل سیم به براکت باعث می‌شود تا امکان رفع کامل نامرتبی دندان فراهم نشود. و همچنین تبلیغ در خصوص آسان تر شدن بهداشت می‌تواند تأثیر منفی در الگوی بهداشت دهان افراد داشته باشد. تأیید ادعاها نیازمند تحقیقات بیشتری است.
روش درمان:
در این روش درمان ارتودنسی با نیروی بسیار کم آغاز می‌شود.ترکیب جنس سیم‌های مورد استفاده در این روش از مس،نیکل،تیتانیوم است.فرم این سیم‌ها از فرم قوس دندانی بزرگتر است. بنابراین امکان گسترش قوس دندانی را فراهم می‌کند.نیروی کم این سیم‌ها باعث واکنش بهتر الیاف نگهدارنده دندان‌ها می‌شود و سازگاری بافتی بهتری فراهم می‌کند.

#### مزایای ارتودنسی دیمون
گفته می‌شود سیستم دیمون ( Damon System ) بر فلسفه‌ای منحصر به فرد در درمان استوار است که فراتر از تنها مرتب شدن دندان هاست. بسیاری این ادعا را مطرح می‌کنند که این نوع ارتودنسی فرم صورت و نیمرخ شما را حتی در سنین بالاترِ چهل و پنجاه سالگی تغییر می‌دهد. بسیاری از بیماران شاهد تغییرات بسیار زیادی نه تنها در دندان ها، بلکه در کل صورتشان هستند. علاوه بر موارد گفته شده در بالا، موارد دیگری نیز در لیست مزایای ارتودنسی دیمون مطرح می‌شوند که البته بسیاری از آن‌ها قابل اثبات نیستند. علاوه بر این، انجام درمان ارتودنسی از هر نوعی می‌تواند به بسیاری از نتایج مطرح شده در زیر منجر شود:
-	لبخندی زیباتر و عریض تر
-	تعادل و تقارن بهتر صورت
-	خطوط گونه و صورت ملایم تر که باعث می‌شود خط لبخند بهتر به چشم بیاید
-	ایجاد مثلث‌های تیره کمتر در زوایای مختلف صورت
-	دندان‌های صاف و مرتب
-	بهبود تصویر نیمرخ بیمار
ادعایی که از طرف بسیاری از طرفداران ارتودنسی دیمون مطرح می‌شود این است که نتایج آن بعد از ده هفته از شروع درمان در چهره بیمار قابل مشاهده است.